# Hedda Forsten
Hedda Forsten (* 27. Juni 1897 in Frankfurt am Main; † Anfang Januar 1933 in Berlin) war eine deutsche Stummfilm- und Theaterschauspielerin.

## Leben
Die Cousine der Schauspielerin Maria Orska und Nichte des Theater-Impresarios Eugen Frankfurter hatte die Höhere Töchterschule besucht und mit noch nicht einmal 16 Jahren eine halbjährige Schauspielausbildung bei Friedrich Basil in München begonnen. Daraufhin folgten Verpflichtungen nach Nürnberg ans Intime Theater und nach Hamburg ans Thalia-Theater. Schließlich holte sie der Leiter des Neuen Schauspielhauses von Königsberg, Leopold Jessner, in die ostpreußische Metropole. Inmitten des Ersten Weltkrieges gastierte sie an Bühnen an der Ostfront.
Im Herbst 1919 in Berlin angekommen, wurde augenblicklich der Film auf die Künstlerin aufmerksam. Schon für ihre erste Rolle, der 16-jährigen Lilith in "Entblätterte Blüten", heimste sie großes Presselob ein. Die Fachzeitschrift "Der Deutsche Film" schrieb in ihrer Ausgabe vom 11. November 1920: "Die kleine Forsten ist ein hübsches, niedliches Ding; von ihr könnte die Hauptrollenträgerin manches lernen." Trotz des respektablen Anfangserfolges blieb Hedda Forsten nur zwei Jahre beim Film, dann kehrte sie zum Theater zurück. Sie spielte u. a. an Berlins Rotter-Bühnen und gab Rezitationsabende, trat an Kabaretts auf und versuchte sich als Chansonette.
Die sportive Schauspielerin – unter ihren erlernten Fähigkeiten gab sie Mitte der 1920er Jahre u. a. Reiten, Tennis, Schwimmen und, für diese Zeit recht ungewöhnlich, "Chauffieren" an – hatte privat in jungen Jahren offensichtlich ein turbulentes Leben geführt und zahlreiche Rückschläge erlitten. So führte sie in einer Kurzbiographie an: "1921 Vater gestorben, ich seitdem ganz allein stehend -- mein Vermögen nebst Villa in Homburg v.d.H. im ungünstigsten Augenblick geerbt -- in drei Jahren Inflation alles verloren. Während dieser Zeit dreimal ohne Erfolg verlobt gewesen, jetzt vorsichtig geworden, obgleich unnötig, da nichts mehr habe."
Als Hedda Forsten Anfang Januar 1933, von der breiten Öffentlichkeit weitgehend vergessen, unter unbekannten Umständen verstarb, war sie gerade als freischaffende Künstlerin am Staatlichen Schauspielhaus am Gendarmenmarkt engagiert.

## Filmografie
- 1920: Entblätterte Blüten
- 1920: Sehnende Liebe
- 1920: Das Mädchen aus der Ackerstraße, 2. Teil
- 1921: Im Kampf um Diamantenfelder
- 1922: Im Zeichen der Schlange